# Freccia Vallone 1965
La Freccia Vallone 1965, ventinovesima edizione della corsa, si svolse il 29 aprile 1965 per un percorso di 215 km. La vittoria fu appannaggio dell'italiano Roberto Poggiali, che completò il percorso in 6h21'48" precedendo il connazionale Felice Gimondi e il britannico Tom Simpson.
Al traguardo di Marcinelle furono 32 i ciclisti, dei 109 partiti da Liegi, che portarono a termine la competizione.

## Ordine d'arrivo (Top 10)
| Pos. | Corridore             | Squadra                  | Tempo    |
| ---- | --------------------- | ------------------------ | -------- |
| 1    | Roberto Poggiali      | Ignis                    | 6h21'48" |
| 2    | Felice Gimondi        | Salvarani                | s.t.     |
| 3    | Tom Simpson           | Peugeot-Michelin-BP      | a 31"    |
| 4    | Willy Bocklant        | Flandria-Romeo           | a 1'45"  |
| 5    | Georges Vanconingsloo | Peugeot-Michelin-BP      | a 2'59"  |
| 6    | Carmine Preziosi      | Pelforth-Sauvage-Lejeune | s.t.     |
| 7    | Roger Verheyden       | Lamot-Libertas           | s.t.     |
| 8    | Cees Van Espen        | Televizier               | s.t.     |
| 9    | Gilbert Desmet        | Wiel's-Groene Leeuw      | s.t.     |
| 10   | Joseph Huysmans       | Dr. Mann-Grundig         | s.t.     |